# Minolta AF 28-85mm f/3.5-4.5
Minolta AF 28-85mm f/3.5-4.5 — автофокусный зум-объектив совместимый с камерами системы Minolta AF.
Этот объектив был представлен в 1985 году вместе с камерой Minolta Maxxum/Dynax/Alpha 7000, первой в мире коммерчески удачной автофокусной камерой. Наследовал оптическую схему более раннего объектива с байонетом Minolta MD — Minolta MD 28-85mm f/3.5-4.5 представленного Минольтой в 1981 году, по оценкам Энтони Хэндса самого удачного из неавтофокусных зум-объективов Минолты. Объектив остаётся популярным для использования в цифрозеркальных камерах системы Minolta AF производства фирм Minolta и Sony.

## Фотографии

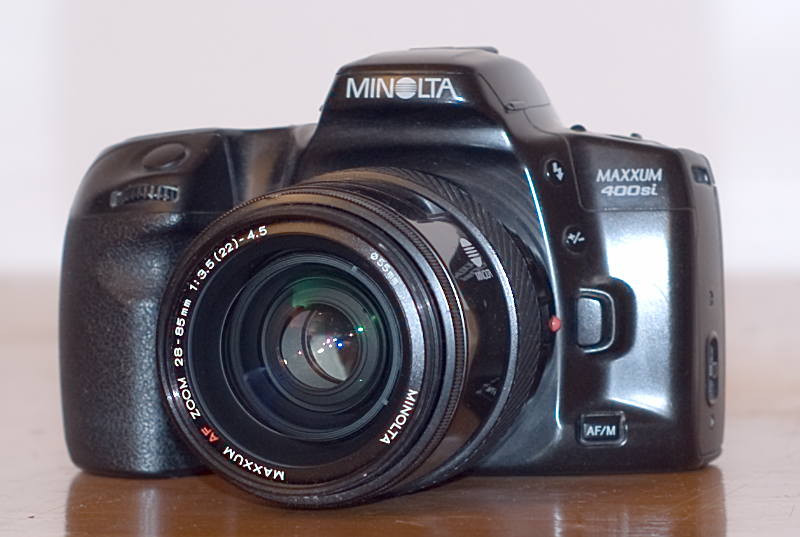
Объектив Minolta AF 28-85mm f/3.5-4.5 установленный на фотоаппарат Minolta Maxxum 400si